# Nuvem escura de infravermelho

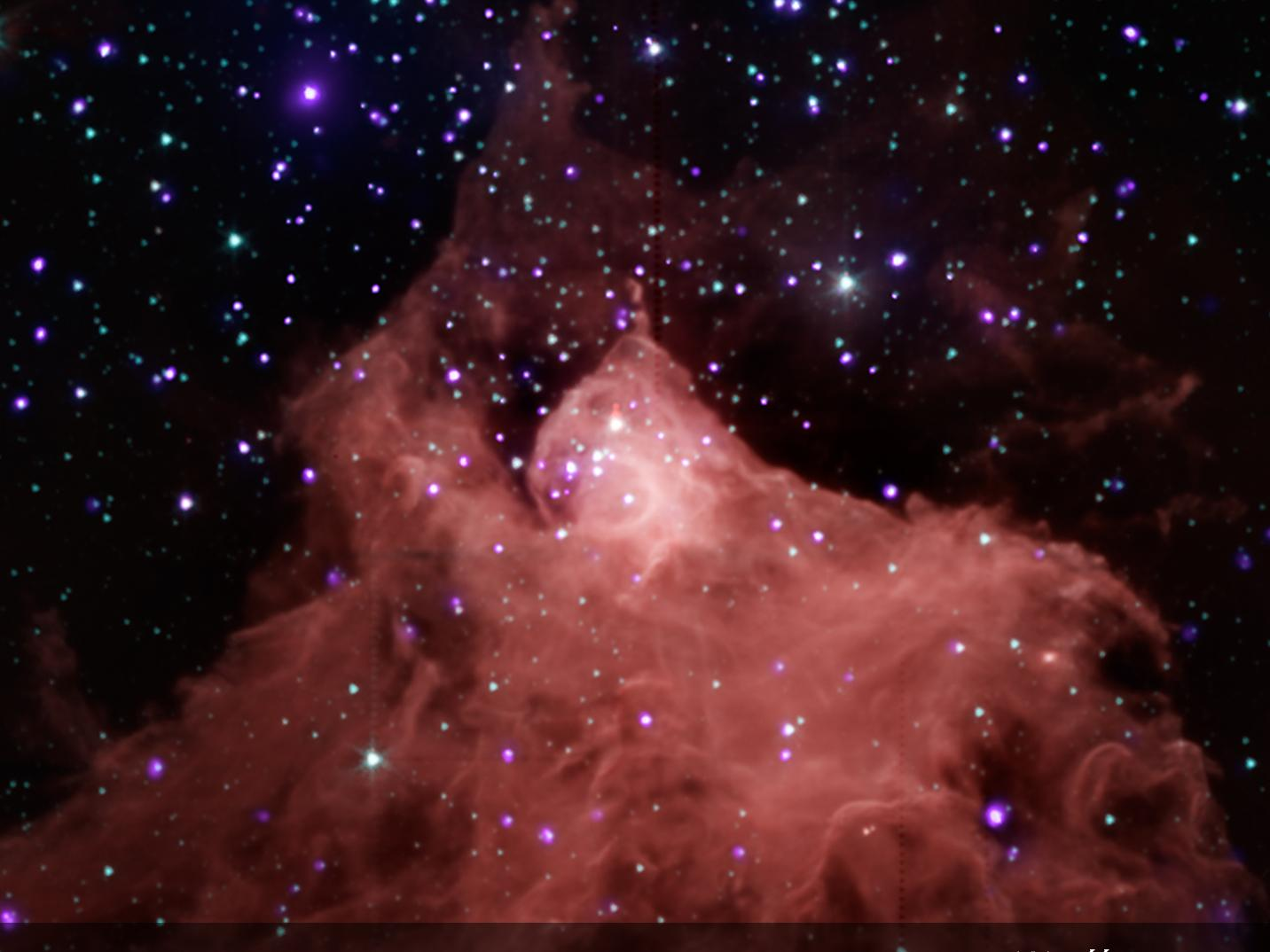
Imagem composta mostrando estrelas jovens dentro e ao redor da nuvem molecular Cepheus B.

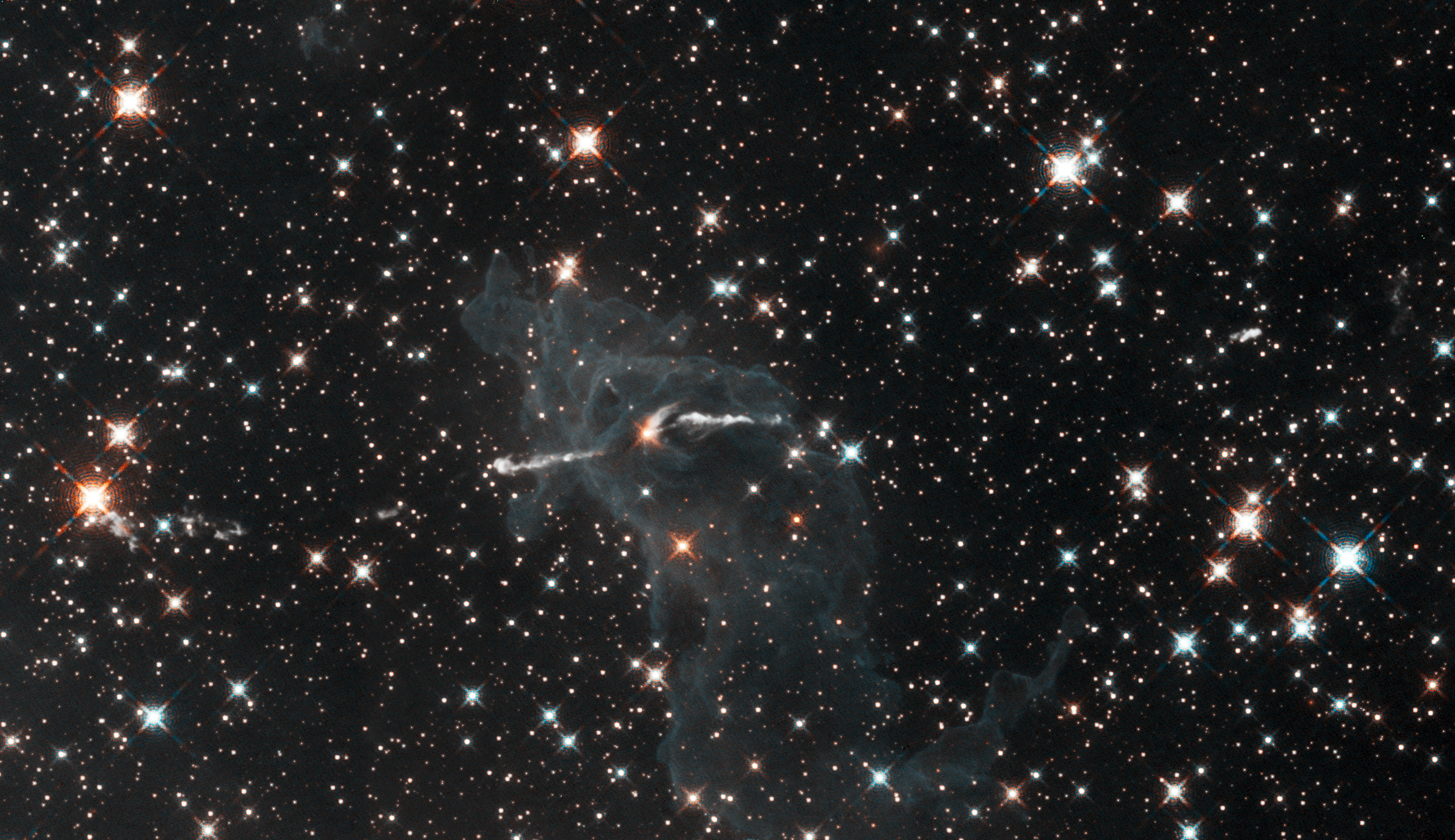
Imagem em infravermelho da Nebulosa de Eta Carinae, repleta de estrelas jovens.

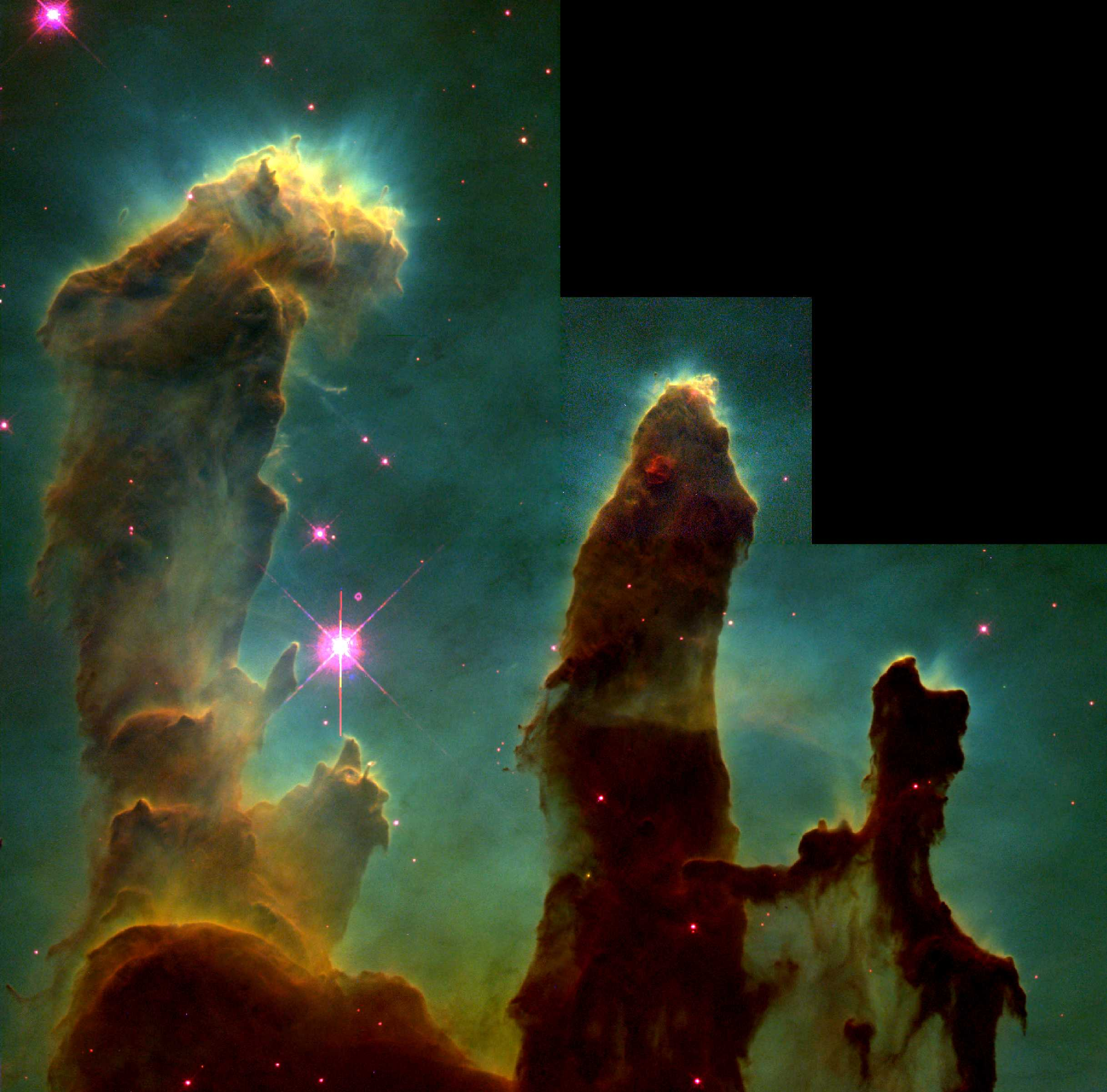
Região formadora de estrelas na Nebulosa da Águia.

Uma nuvem escura de infravermelho (IRDC) é uma região densa e escura em uma nuvem gigante molecular. Elas podem ser observadas como uma silhueta que se opõe à emissão brilhante e difusa de ondas médias de infravermelho que emanam do plano galáctico.

## Descoberta
As nuvens escuras de infravermelho foram descobertas recentemente (em 1996 através do Observatório Internacional Infravermelho ) cerecendo ainda de pesquisas acerca de sua natureza.

## Importância
Os astrônomos acreditam que as nuvens escuras de infravermelho representam o estágio primordial na formação das estrelas massivas
, sendo portanto de grande importância para o entendimento do processo de formação estelar como um todo.